# آگوست فردینانند موبیوس
آگوست فردیناند موبیوس (August Ferdinand Möbius) متولد ۱۷ نوامبر ۱۷۹۰ در شهر زاکسن، ریاضیدان و ستاره‌شناس آلمانی بود. عمدهٔ شهرت وی به‌خاطر کشف نوار موبیوس بود.